# Poolbillard-Europameisterschaft 1996
Die Poolbillard-Europameisterschaft 1996 war ein vom europäischen Poolbillardverband EPBF in Békéscsaba ausgetragenes Poolbillardturnier. Nach 1993 fand die Poolbillard-EM zum zweiten Mal in Ungarn statt.
Ausgespielt wurden die Disziplinen 8-Ball, 9-Ball und 14/1 endlos sowie die Europameisterschaften der Mannschaften bei den Damen und Herren.
Im 14/1 endlos der Herren gelang es dem Titelverteidiger Ralf Souquet, das Finale gegen Oliver Ortmann zu gewinnen.
Im 8-Ball-Finale traf ebenfalls Souquet als Sieger des Vorjahres auf Ortmann. Dabei gewann jedoch Ortmann, der zudem durch einen Finalsieg gegen Thomas Engert 9-Ball-Europameister wurde. Engert gewann im 14/1 endlos und im 8-Ball die Bronze. Die weiteren Bronzemedaillen gewannen Rico Diks, Šandor Tot, Jørn Kjølaas und Mika Immonen.
Bei den Damen gelang es der Vorjahres-Finalistin Monja Kielhorn das Finale gegen Franziska Stark zu gewinnen und somit erstmals Europameisterin im 14/1 endlos zu werden. Im 8-Ball-Finale unterlag Kielhorn, ebenfalls als amtierende Vizeeuropameisterin, gegen Stark.
9-Ball-Europameisterin wurde die Schweizerin Sabina Dederding, die im Finale Franziska Stark besiegte. Dederding gewann zudem im 14/1 endlos und im 8-Ball Bronze. Die Deutsche Michaela Rank gewann ebenfalls zwei Bronzemedaillen. Kielhorn und die Schweizerin Christine Feldmann belegten jeweils einmal den dritten Platz.
Die deutsche Mannschaft, bestehend aus Thomas Engert, Oliver Ortmann, Ralf Souquet und Rolf Alex, wurde durch einen Finalsieg gegen Österreich Europameister. Es war seit 1991 ihr sechster Titel in Folge. Die Schweiz und Dänemark gewannen Bronze.
Bei den Damen gewann Deutschland (Franziska Stark, Monja Kielhorn und Michaela Rank) den Titel zum dritten Mal hintereinander. Im Finale besiegte sie die Schweiz. Norwegen und Österreich belegten den dritten Platz.

## Medaillengewinner
| Disziplin            | Gold             | Silber          | Bronze             |
| -------------------- | ---------------- | --------------- | ------------------ |
| Herren – 14/1 endlos | Ralf Souquet     | Oliver Ortmann  | Rico Diks          |
| Herren – 14/1 endlos | Ralf Souquet     | Oliver Ortmann  | Thomas Engert      |
| Herren – 8-Ball      | Oliver Ortmann   | Ralf Souquet    | Šandor Tot         |
| Herren – 8-Ball      | Oliver Ortmann   | Ralf Souquet    | Thomas Engert      |
| Herren – 9-Ball      | Oliver Ortmann   | Thomas Engert   | Jørn Kjølaas       |
| Herren – 9-Ball      | Oliver Ortmann   | Thomas Engert   | Mika Immonen       |
| Herren-Mannschaft    | Deutschland      | Österreich      | Dänemark           |
| Herren-Mannschaft    | Deutschland      | Österreich      | Schweiz            |
| Damen – 14/1 endlos  | Monja Kielhorn   | Franziska Stark | Sabina Dederding   |
| Damen – 14/1 endlos  | Monja Kielhorn   | Franziska Stark | Michaela Rank      |
| Damen – 8-Ball       | Franziska Stark  | Monja Kielhorn  | Christine Feldmann |
| Damen – 8-Ball       | Franziska Stark  | Monja Kielhorn  | Sabina Dederding   |
| Damen – 9-Ball       | Sabina Dederding | Franziska Stark | Monja Kielhorn     |
| Damen – 9-Ball       | Sabina Dederding | Franziska Stark | Michaela Rank      |
| Damen-Mannschaft     | Deutschland      | Schweiz         | Norwegen           |
| Damen-Mannschaft     | Deutschland      | Schweiz         | Österreich         |